# 耳叶紫菀
耳叶紫菀（学名：[Aster auriculatus] 错误：{{Lang}}：文本有斜体标记（帮助））是菊科紫菀属的植物，是中国的特有植物。分布于中国大陆的贵州、云南、四川等地，生长于海拔1,500米至3,000米的地区，多生于灌从、疏林下或草地，目前尚未由人工引种栽培。

## 别名
银叶紫菀（云南）